# Bohuslav Hykš
Bohuslav Hykš (ur. 7 maja 1889 w Pradze) – czeski tenisista reprezentujący Bohemię oraz Czechosłowację. Trzykrotny olimpijczyk – startował na igrzyskach w Londynie (1908), Sztokholmie (1912) i Antwerpii (1920). Startował w olimpijskich turniejach singlowych i deblowych.

## Występy na letnich igrzyskach olimpijskich

### Turnieje singlowe
| Igrzyska | Konkurencja                     | 1/64 finału            | 1/32 finału              | 1/16 finału         | Ćwierćfinał     | Półfinał        | Finał/Mecz o trzecie miejsce | Klasyfikacja końcowa |
| Igrzyska | Konkurencja                     | Rywal                  | Rywal                    | Rywal               | Rywal           | Rywal           | Rywal                        | Klasyfikacja końcowa |
| -------- | ------------------------------- | ---------------------- | ------------------------ | ------------------- | --------------- | --------------- | ---------------------------- | -------------------- |
| LIO 1908 | Turniej singlowy (kort otwarty) | Walkower               | Jenő von Zsigmondy W 3:1 | Charles Dixon P 0:3 | → Nie awansował | → Nie awansował | → Nie awansował              | Miejsca 9-16         |
| LIO 1912 | Turniej singlowy (kort otwarty) | François Blanchy P 0:3 | → Nie awansował          | → Nie awansował     | → Nie awansował | → Nie awansował | → Nie awansował              | Miejsca 33-64        |

### Turnieje deblowe
| Igrzyska | Konkurencja                             | Partner       | 1/32 finału                 | 1/16 finału                 | Ćwierćfinał      | Półfinał         | Finał/Mecz o trzecie miejsce | Klasyfikacja końcowa |
| Igrzyska | Konkurencja                             | Partner       | Rywal                       | Rywal                       | Rywal            | Rywal            | Rywal                        | Klasyfikacja końcowa |
| -------- | --------------------------------------- | ------------- | --------------------------- | --------------------------- | ---------------- | ---------------- | ---------------------------- | -------------------- |
| LIO 1908 | Turniej deblowy mężczyzn (kort otwarty) | David Slíva   |                             | V. Gauntlett H Kitson P 0:3 | → Nie awansowali | → Nie awansowali | → Nie awansowali             | Miejsca 9-16         |
| LIO 1912 | Turniej deblowy mężczyzn (kort otwarty) | Josef Šebek   | A. Thayssen A. Madsen P 0:3 | → Nie awansowali            | → Nie awansowali | → Nie awansowali | → Nie awansowali             | Miejsca 17-32        |
| LIO 1920 | Turniej deblowy mężczyzn                | Jaroslav Just |                             | F. Blanchy J. Brugnon P 0:3 | → Nie awansowali | → Nie awansowali | → Nie awansowali             | Miejsca 9-16         |